# Torymus thompsoni
Torymus thompsoni är en stekelart som beskrevs av Fyles 1904. Torymus thompsoni ingår i släktet Torymus och familjen gallglanssteklar. Inga underarter finns listade i Catalogue of Life.